# Harout Pamboukjian

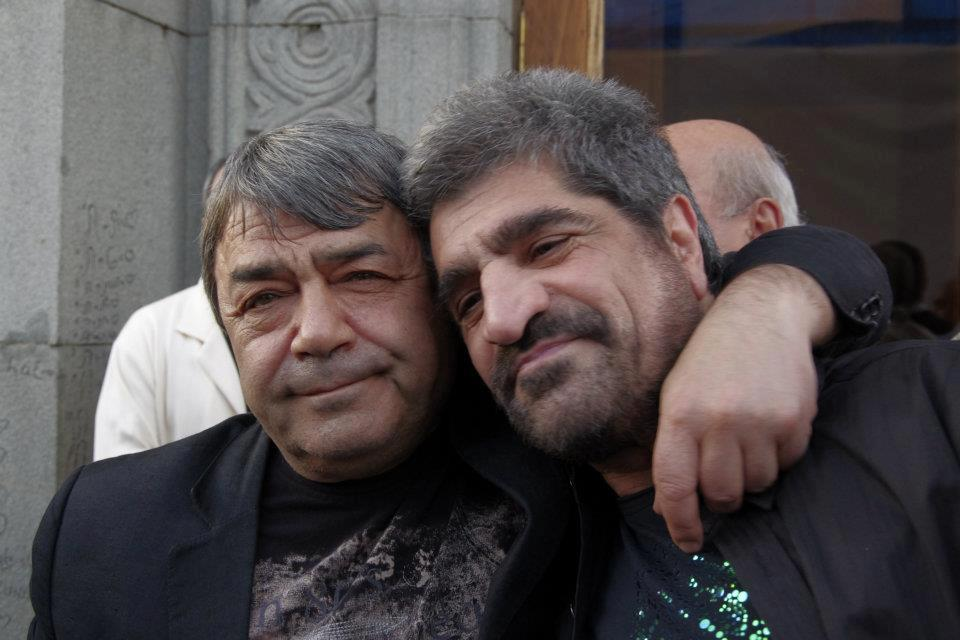
Ruben Hakhverdyan (links) en Harout Pamboukjian (rechts), Jerevan, 2012

Harout Pamboukjian (Armeens: Հարութ Փամբուկչյան) (Jerevan, 1 juli 1950) is een Amerikaans-Armeens popartiest, geboren in Jerevan, Armenië en vandaag de dag woonachtig in Californië. Met zijn patriottische geëlektrificeerde Armeense dans- en volksmuziek is hij een van de meest geliefde muzikanten in de Armeense diaspora.
In zijn jeugd heeft Pamboukjian vele muziekinstrumenten leren spelen, waaronder gitaar, bouzouki, saz, dhol en piano, waarna hij een band genaamd Erebouni oprichtte. In 1975 vertrok Pamboukjian met zijn familie uit Sovjet-Armenië naar Libanon, waarna hij emigreerde naar de Verenigde Staten.